# Sabiá (paraquedista)
Luiz Henrique Tapajós Antunes dos Santos (22 de Novembro de 1970), mais conhecido por Sabiá, é um paraquedista e base jumper brasileiro.
Ele acumula mais de 30.000 mil saltos de mais de 300 tipos de aeronaves diferentes e coleciona títulos nacionais e internacionais de para-quedismo

## Conquistas e Títulos
- É o único brasileiro a saltar de uma aeronave em voo sem paraquedas, e o primeiro do mundo.[3].
- Pioneiro nacional e internacional e praticante de Wingsuit, modalidade do paraquedismo onde o atleta utiliza um macacão com “asas”[4].
- Campeão do mundo em Skysurf[5].

## Prêmios e Honrarias
- 1999 - Representante da equipe dos EUA como cinegrafista de skysurf (cameraflyer) no campeonato mundial IPC (Corowa - Austrália);
- 2006 - Vencedor do troféu "Quality Esportista do ano"

### Títulos e Conquitas
- 1997 - Medalha de bronze Campeonato Suíço de para-quedismo
- 1997 - Medalha de bronze SSI Pro Tour 1997 (Flórida - EUA);
- 1997 - Top 3 no Ranking do SSI Pro Tour de 1997 a 1999 (circuito mundial de sky surf)
- 2004 - Vice Campeão mundial de B.A.S.E. jump na Malásia
- 2005 - Campeão da 1ª etapa do circuito Chevrolet Montana de para-quedismo (modalidade Sky Surf) em Campinas, SP (14 e 15 de maio de 2005)
- 2005 - Campeão da 2ª etapa do circuito Chevrolet Montana de para-quedismo (modalidade Sky Surf)em Ubatuba, SP (02 e 3 de julho de 2005)
- 2005 - Vice-campeão da 2ª etapa do circuito Chevrolet Montana de para-quedismo (modalidade Free Style) em Ubatuba, SP (02 e 3 de julho de 2005)
- 7 vezes campeão brasileiro de para-quedismo;
- Campeão argentino de para-quedismo (FQL 4);
- Participante de todas as etapas do circuito mundial de sky surf de 1996 a 2000;
- Participante de 5 versões dos X Games (1996- 2000)
- Participante das Olimpíadas de esportes radicais;
- Participante do "Boards over Europe" (Lugano - Suíça);
- Participante dos Jogos Mundiais da Natureza (Foz do Iguaçu);

### Recordes

#### Brasileiros
- 1º salto de B.A.S.E. jump/Wingsuit do Brasil, na montanha do Dedo de Deus.
- Recorde Brasileiro: formação em queda livre (1991-1992)
- Recorde Brasileiro: formação em queda livre (2005)
- Recorde Brasileiro: saltos de balão em maior altitude - (15.000 pés)
- Recorde Brasileiro: saltos de balão em menor altura do solo - (200 pés)
- Recorde Brasileiro: maior quantidade de saltos de balão (cerca de 320 - registrados com vídeo e / ou foto)
- Recorde Brasileiro: maior quantidade de saltos de para-quedas à baixa altura

#### Mundiais
- Primeira pessoa no mundo a dar saltos de plataformas aéreas entre 2 balões amarrados (6 saltos)
- Primeira pessoa no mundo a dar saltos de Bungee jump de um balão, desconectando o elástico após o efeito "ioiô humano" realizando uma queda livre até o acionamento do para-quedas a menos de 100 metros de altura do solo.
- 1º salto de Sky Surf sobre uma metrópole no mundo.
- 2004 - Recorde Mundial: B.A.S.E. jump - Petronas Twin Towers Kuala Lumpur
- 2008 - Recorde Mundial: Mais tempo em queda livre sem para-quedas - 4min e 40 seg.[6]
- 2009 - Recorde Mundial: Salto de paraquedas para o maior público num estádio de futebol (novembro de 2009) - cerca de 90 mil espectadores do jogo Flamengo 0 x 0 Goiás[7].

## Videografia
- 2010: Programa Queda-livre - 5 episódios, que passaram canal Infinito[8].
- Entrevistado varias vezes em programas de TV brasileira em horario nobre.